# SG Union Klosterfelde
Die SG Union 1919 Klosterfelde ist ein deutscher Fußballverein aus Klosterfelde im Landkreis Barnim. Heimstätte des 200 Mitglieder starken Vereins ist der Sportplatz an der Mühlenstraße.

## Verein
Union Klosterfelde wurde im September 1919 gegründet. Der Club agierte im Berliner Fußball bis 1945 stets unterklassig. Teilnahmen an den Endrunden des Verbandes Brandenburgischer Ballspielvereine beziehungsweise der Gauliga Berlin-Brandenburg fanden nicht statt.
Im Jahr 1945 wurde der Club aufgelöst und als SG Klosterfelde neu gegründet. Die lose Sportgruppe spielte ab 1947 wieder im unterklassigen Fußball Berlins, trat in der Berliner Stadtliga sowie der Landesliga Brandenburg (SBZ) aber zunächst nicht in Erscheinung. Im Jahr 1949 vollzog die SG mit dem Einsteigen der Sportvereinigung Aufbau sowie des ortsansässigen Holzverarbeitungswerk Klosterfelde als Trägerbetrieb eine erneute Umbenennung in Aufbau Klosterfelde. Größter Erfolg der Vereinsgeschichte war das Erreichen der ersten Runde des FDGB-Pokals 1949/50, in der die Brandenburger der SG Voran Friedrichshain mit 3:5 unterlagen.
Im Jahr 1953 gelang der Betriebssportgemeinschaft gemeinsam mit Einheit Frankfurt der erstmalige Aufstieg in die im Jahr zuvor gegründete drittklassige Bezirksliga Frankfurt, aus der Aufbau mit Aktivist Finkenheerd und Stahl Finow postwendend wieder abstieg. Mit dem Wiederaufstieg spielte Aufbau Klosterfelde im Jahr 1957 in der Frankfurter Bezirksliga lange um den Aufstieg zur drittklassigen II. DDR-Liga mit, kam aber letztlich hinter den favorisierten Mannschaften von Motor Eberswalde, Lok Frankfurt und Dynamo Frankfurt ein.
In der Folgezeit wurde Aufbau Klosterfelde mit zwischenzeitlichen Unterbrechungen zum festen Bestandteil der Bezirksliga Frankfurt. 1990 kehrte der Verein zum historischen Namen Union Klosterfelde zurück. In der Folgezeit bewegte sich der Klub lange im nordbrandenburgischen Lokalfußball. Erst mit dem Beginn der 2010er Jahre erfuhr der Verein einen sportlichen Aufschwung: In der Saison 2010/11 wurde der Klub mit 29 Siegen aus 30 Saisonspielen souverän Meister der Barnimliga und stieg damit in die achtklassige Landesklasse Nord auf. Im Anschluss daran verblieb Union Klosterfelde für drei Jahre in der Landesklasse Nord, bis die sehr erfolgreiche Saison 2013/14 inklusive des Sieges im Barnim-Pokal mit dem Aufstieg in die Landesliga Nord gekrönt wurde. In der Landesliga-Spielzeit 2015/16 konnte sich Union Klosterfelde mit einem 3:0-Sieg am letzten Spieltag beim direkten Konkurrenten FSV Bernau die Vizemeisterschaft und den damit verbundenen Aufstieg in die Brandenburgliga sichern.

## Auszüge aus der Namens- und Logo-Historie
| Datum | Voller Name                                   | Kurzname                |
| ----- | --------------------------------------------- | ----------------------- |
| 1919  | Sportgemeinschaft Union Klosterfelde          | SG Union Klosterfelde   |
| 1949  | Betriebssportgemeinschaft Aufbau Klosterfelde | BSG Aufbau Klosterfelde |
| 1990  | Sportgemeinschaft Union Klosterfelde          | SG Union Klosterfelde   |

SG Union Klosterfelde (1919–1949)
BSG Aufbau Klosterfelde (1949–1990)
SG Union Klosterfelde (seit 1990)

## Sportlicher Verlauf

### Ligazugehörigkeit
| Ligenübersicht DFV | Ligenübersicht DFV           | Ligenübersicht DFV        |
| ------------------ | ---------------------------- | ------------------------- |
| 1947–1953          | Bezirksklasse Berlin         | 4. Liga                   |
| 1953–1954          | Bezirksliga Frankfurt/Oder   | 4. Liga                   |
| 1954–1955          | Bezirksklasse Frankfurt/Oder | 5. Liga                   |
| 1955–1959          | Bezirksliga Frankfurt/Oder   | 4. Liga                   |
| 1959–1960          | Bezirksklasse Frankfurt/Oder | 5. Liga                   |
| 1961–1963          | Bezirksliga Frankfurt/Oder   | 4. Liga                   |
| 1963–1967          | Bezirksklasse Frankfurt/Oder | 5. Liga/4. Liga (ab 1963) |
| 1967–1970          | Bezirksliga Frankfurt/Oder   | 3. Liga                   |
| 1970–1971          | Bezirksklasse Frankfurt/Oder | 4. Liga                   |
| 1971–1973          | Bezirksliga Frankfurt/Oder   | 3. Liga                   |
| 1973–1978          | Bezirksklasse Frankfurt/Oder | 4. Liga                   |
| 1978–1981          | Bezirksliga Frankfurt/Oder   | 3. Liga                   |
| 1981–1982          | Bezirksklasse Frankfurt/Oder | 4. Liga                   |
| 1982–1983          | Bezirksliga Frankfurt/Oder   | 3. Liga                   |
| 1983–1991          | Bezirksklasse Frankfurt/Oder | 4. Liga                   |

| Ligenübersicht DFB | Ligenübersicht DFB       | Ligenübersicht DFB        |
| ------------------ | ------------------------ | ------------------------- |
| 1991–1999          | Kreisliga Barnim         | 7. Liga/8. Liga (ab 1994) |
| 1999–2007          | Landesklasse Brandenburg | 7. Liga                   |
| 2007–2011          | Kreisliga Barnim         | 8. Liga/9. Liga (ab 2008) |
| 2011–2014          | Landesklasse Brandenburg | 8. Liga                   |
| 2014–2016          | Landesliga Brandenburg   | 7. Liga                   |
| 2016–2025          | Brandenburg-Liga         | 6. Liga                   |
| 2025–              | Oberliga Nordost         | 5. Liga                   |

### Erfolge
DFV
Liga
- Teilnahme Bezirksliga Frankfurt: 1953/54, 1955–1959, 1961–1963, 1967–1970, 1971–1973, 1978–1981, 1982/83, 1990/91

Pokal
- Teilnahme FDGB-Pokal: 1949/50

 DFB
Liga
- Aufstieg in die Oberliga Nordost: 2025
- Brandenburgischer Landesmeister: 2025
- Rang 29 in der Ewigen Tabelle der Brandenburg-Liga